# John Farey

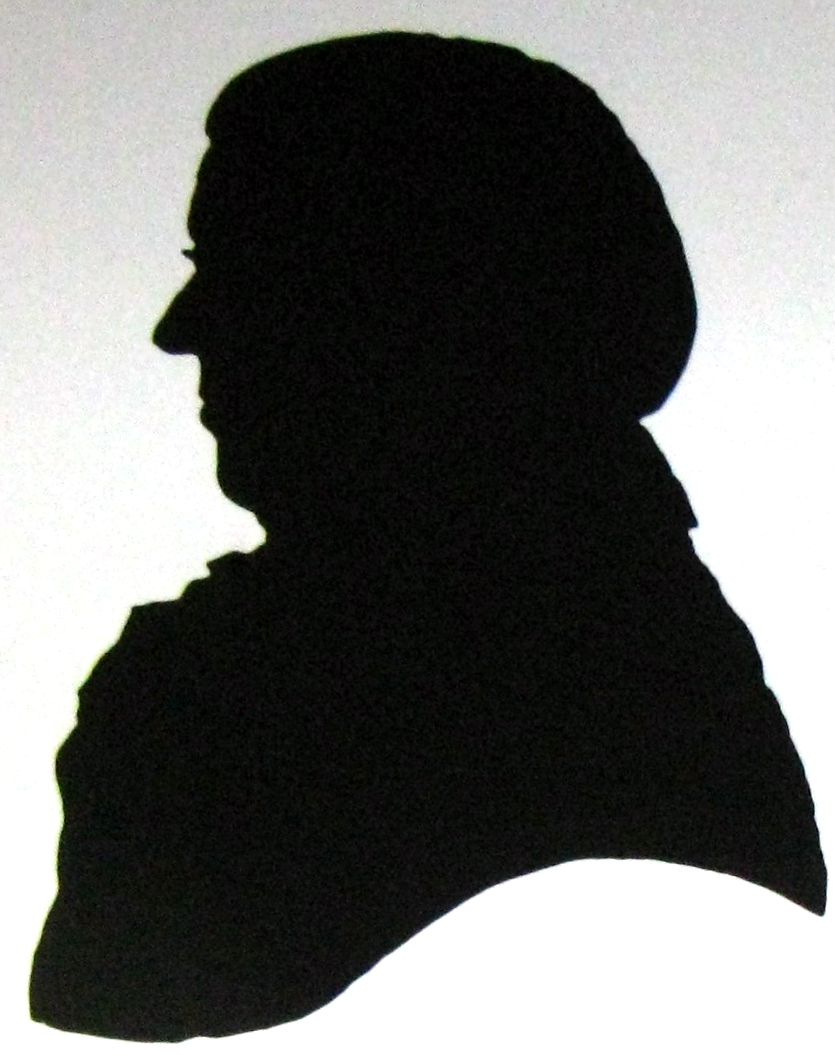
Cień profilu Johna Fareya ze zbiorów Derby Museum and Art Gallery

John Farey (ur. 1766, zm. 6 stycznia 1826) – angielski geolog i pisarz, bardziej znany jako twórca ciągu Fareya. 

## Życiorys
Autor wielu prac z zakresu ogrodnictwa, geologii, metalurgii, metrologii, muzyki, matematyki i pacyfizmu, oraz szeregu artykułów do Rees's Cyclopædia z dziedziny geologii, mineralogii i geodezji. Największe dzieło Fareja to „Ogólny przegląd rolnictwa i minerałów Derbyshire” (General View of the Agriculture and Minerals of Derbyshire, 3 tomy, 1811-17).

## Literatura
- John Farey, A General View of the Agriculture and Minerals of Derbyshire, Volume 1. With Introduction by Trevor D. Ford and Hugh S. Torrens. (Peak District Mines Historical Society, 1989. Reprint of 1811 Edition). The introduction contains a list of Farey’s writings located to the date of the reprint.
- A.P. Woolrich, 'John Farey, Jr. (1791–1851): Engineer and Polymath’ in History of Technology (magazine), 19, 1997, pp 111–142. (ISBN 0-7201-2365-8) (Includes a brief family history and a family tree)